# Time To Say Good Bye
A Time To Say Good Bye a nyugatnémet Arabesque együttes tizedik nagylemeze, amely 1984-ben jelent meg. Ez volt az együttes utolsó stúdióalbuma, ettől kezdve csak válogatások jelentek meg tőlük, illetve sorlemezeiket adták ki CD-n. Énekesnők: Sandra, Michaela és Jasmin.

## A dalok

### „A” oldal
1. Tropical Summernight (J. Frankfurter / J. Moering) 3.44
2. Time To Say Good Bye (J. Frankfurter / J. Moering) 5.10
3. Ladies First (J. Frankfurter / J. Moering) 3.26
4. Ecstasy (K. Taylor / J. Frankfurter) 3.33
5. Love’s Like A Symphony (K. Taylor / J. Frankfurter) 3.13

### „B” oldal
1. Dreamin’ (J. Frankfurter / J. Moering) 3.32
2. Stop Crying For The Moon (J. Frankfurter / J. Moering) 3.21
3. The Smile Of A Clown (J. Frankfurter / J. Moering) 3.59
4. Sunset In New York (J. Frankfurter / J. Moering) 3.56
5. Squaw (N. Hopkins) 3.38

## Közreműködők
- Hangmérnök: Manfred Schreier, Klaus Wilcke
- Producer: Wolfgang Mewes

## Legnagyobb slágerek
- Time To Say Good Bye
- Ecstasy
- Stop Crying For The Moon